# 喜羊羊与灰太狼之守护
《喜羊羊与灰太狼之守護》（英語：Pleasant Goat and Big Big Wolf - The World Guardians）是《喜羊羊与灰太狼》的第九部動畫大電影，於2024年7月的暑假檔期上映，是以《喜羊羊與灰太狼之嘻哈闖世界》系列和《喜羊羊與灰太狼之羊村守護者》系列作為藍本的延伸作品。

## 劇情
電影將延續劇集《喜羊羊與灰太狼之嘻哈闖世界》系列和《喜羊羊與灰太狼之羊村守護者》系列的故事：自然界中一種神奇寶石維護著世界的穩定和平，當一股神秘力量正蠢蠢欲動，危機四處蔓延。眾羊狼與新夥伴再踏上守護世界的征途，爭分奪秒與神秘勢力的陰謀賽跑，並在一次次的冒險與闖關中共同成長，最終明白了守護的意義。

## 角色列表

#### 旁白
- 國語配音：李熙郁
- 粵語配音：丁羽

### 羊族
| 角色   | 介紹 | 國語配音 | 粵語配音 |
| 喜羊羊 |      | 祖麗晴   | 梁少霞   |
| 美羊羊 |      | 鄧玉婷   | 姜嘉蕾   |
| 懶羊羊 |      | 梁穎     | 李索真   |
| 沸羊羊 |      | 劉紅韻   | 郑丽丽   |
| 暖羊羊 |      | 鄧玉婷   | 程文意   |
| 慢羊羊 |      | 高全勝   | 黃志明   |

### 狼族
| 角色   | 介紹                                                     | 國語配音 | 粵語配音 |
| 灰太狼 |                                                          | 張琳     | 羅偉傑   |
| 紅太狼 | 灰太狼的妻子                                             | 趙娜     | 张惠雯   |
| 小灰灰 | 灰太狼和紅太狼的兒子                                     | 梁穎     | 石梓晴   |
| 雷太狼 | 风太狼的弟弟；狼首领的部下，其自称「狼首领麾下第一将军」 | 白文显   | 高翰文   |
| 风太狼 | 雷太狼的姊姊，狼首领的部下，觉得自己比雷太狼优秀         | 袁莺丹   | 张惠雯   |
| 狼首领 |                                                          | 赵娜     | 李玉洁   |
| 芯太狼 | 狼首领以前的部下                                         | 李团     | 陈旭明   |
| 狼小宝 | 狼首领之女                                               | 赵娜     | 李笑娟   |

### 其他角色
| 角色     | 介紹                                             | 國語配音 | 粵語配音 |
| 咘喜     | 海洋精靈，被喜羊羊意外地在海底撿到，代表着大自然 | 袁莺丹   | 石梓晴   |
| 甲虫长老 | 地魄寶石的守護者                                 | 李团     | 周志辉   |
| 巨鲸     | 海洋之星的守護者                                 | －       | －       |
| 云巨人   | 天晶的守護者                                     | 高全胜   | 何伟诚   |
| 奶茶店员 |                                                  | 黃偉明   | 黃偉明   |

## 製作
電影監製黃曉雪表示：「由於《喜羊羊與灰太狼》這部動畫陪伴着很多觀眾成長，在創作這部電影時，考慮到以前的觀眾也長大了，時刻關注觀眾的想法對創作一部作品也很重要。因此，這次的「守護」主題融入了許多新元素，包括裡面新加入的海洋精靈咘喜，創作團隊就它的不同形態設置了很多特效。」 
電影導演黃俊銘表示：「這部電影為了發掘新的可能並希望新元素能吸引更多青少年觀眾，而特地為主角團配備機甲和嘻哈戰車，希望這些新元素能讓青少年觀眾感受到喜羊羊與灰太狼系列的不同魅力。電影中戰車的創作靈感來自之前很受歡迎的劇集《喜羊羊與灰太狼之嘻哈闖世界》系列，這次為了搬到大銀幕上，創作團隊做了摩托機甲的造型。」

## 電影歌曲
| 曲別         | 歌名                       | 作曲           | 作詞           | 编曲                   | 演唱者                |
| ------------ | -------------------------- | -------------- | -------------- | ---------------------- | --------------------- |
| 主题曲、插曲 | 探索乐章                   | 莫海彤、李汶钿 | 李汶钿         | 王晨入、莫海彤、李汶钿 | 徐新思                |
| 插曲         | 最后一击                   | 李斌           | 莫海彤、李汶钿 | 李斌                   | 莫海彤                |
| 插曲、片尾曲 | 约定                       | 莫海彤、李汶钿 | 莫海彤、李汶钿 | 莫海彤、李汶钿、王晨入 | 莫海彤 杨珂蓝（伴唱） |
| 插曲         | 别看我只是一只羊（新编版） | 古倩敏         | －             | 李斌                   | －                    |

## 播放平台
| 播放地區 | 播放電視台 | 播放日期      | 播放時間          | 所屬聯播網 | 備註                                   |
| -------- | ---------- | ------------- | ----------------- | ---------- | -------------------------------------- |
| 中國大陸 | 金鷹卡通   | 2025年1月29日 | 上午8:00上線播出  | 電視播放   | 普通話配音播出，简体中文、英语双语字幕 |
| 播放地區 | 播放平台   | 播放日期      | 播放時間          | 所屬聯播網 | 備註                                   |
| 中國大陸 | 優酷       | 2024年10月7日 | 上午10:00上線播出 | 網路播放   |                                        |
| 中國大陸 | 騰訊視頻   | 2024年10月7日 | 上午10:00上線播出 | 網路播放   |                                        |
| 中國大陸 | 愛奇藝     | 2024年10月7日 | 上午10:00上線播出 | 網路播放   |                                        |
| 中國大陸 | 芒果TV     | 2024年10月7日 | 上午10:00上線播出 | 網路播放   |                                        |
| 中國大陸 | bilibili   | 2024年10月7日 | 上午10:00上線播出 | 網路播放   |                                        |
| 中國大陸 | 南瓜電影   | 2024年10月7日 | 上午10:00上線播出 | 網路播放   |                                        |

## 票房
根據「燈塔專業版」的實時票房數據，截至2024年7月18日晚上10時12分，電影累計點映及預售總票房突破1,000萬元人民幣，當中點映票房超過559萬元人民幣。
根據「燈塔專業版」的實時票房數據，截至2024年7月19日晚上11時59分，首天公映票房為934.7萬元人民幣，累計票房為1,494.4萬元人民幣，而首週(截至7月25日)累計票房為5,077.5萬元人民幣；第二週(截至8月1日)累計票房為6,710.3萬元人民幣；第三週(截至8月8日)累計票房為7,776.7萬元人民幣。
根據《觀察者網》的評論，雖然電影由春節檔期更換至暑期檔期的宣讀經費可以有所減少，但同時少了春節檔的觀影剛需，而引致上映截至7月23日（公映第五天）的票房僅4,500萬元人民幣，根據「貓眼專業版」於7月23日給出的數據預測，本片最終票房落點將在8,000萬到1億元人民幣之間。

## 作品的變遷
| 廣東原創動力文化傳播有限公司          | 廣東原創動力文化傳播有限公司          | 廣東原創動力文化傳播有限公司 |
| ------------------------------------- | ------------------------------------- | ---------------------------- |
|                                       | 喜羊羊與灰太狼之守護 (2024.07.19)     |                              |
| 喜羊羊與灰太狼之筐出未來 (2022.02.01) | 喜羊羊與灰太狼之異國破曉 (2025.07.26) |                              |

## 外部連結
- 豆瓣电影上《喜羊羊与灰太狼之守护》的資料 （简体中文）
- 1905电影网上《喜羊羊与灰太狼之守护》的资料（简体中文）